# Friedel Elting
Friedel „Tito“ Elting (* 19. Dezember 1936 in Bocholt; † 23. Juli 2008 ebenda) war ein deutscher Fußballspieler und -trainer.

## Leben
Elting bekam in seiner Schulzeit von einem Lehrer den Spitznamen Tito. Als Neunjähriger trug er im Dezember 1945 erstmals das Trikot des 1. FC Bocholt und spielte bis in die sechziger Jahre als Seniorenspieler über 700-mal in Spielen für den Verein. Mit Bocholt stieg er 1959 in die Verbandsliga Niederrhein auf, damals die höchste deutsche Amateurklasse. Die Leistungen des gelernten Mittelläufers weckten das Interesse von Profiklubs wie Borussia Mönchengladbach und dem Duisburger SpV; Vertragsspielerangebote lehnte Elting jedoch durchweg ab.
Als Trainer führte er 1977 und 1980 den 1. FC Bocholt und 1983 Rot-Weiß Oberhausen in die 2. Fußball-Bundesliga. Zuvor war er von 1970 bis 1973 bei der STV Horst-Emscher und 1973/74 beim Lokalrivalen Eintracht Gelsenkirchen als Trainer tätig.
Der gelernte Bankkaufmann und spätere Bankdirektor der Volksbank Bocholt war dem 1. FC Bocholt über sechs Jahrzehnte als Spieler, Trainer, Sportmanager und ab 2000 als Vereinspräsident verbunden.
Sein Cousin Josef Elting war ebenfalls Fußballspieler und spielte als Profi u. a. für den FC Schalke 04 und 1. FC Kaiserslautern.
Nach seinem Tod wurde ein gleichnamiges Jugend-Fußballturnier gegründet, welches jährlich am 1. und 2. September auf der Sportanlage des 1. FC Bocholt ausgerichtet wird. Bis heute entsenden zahlreiche, namhafte Jugendleistungszentren und Bundesligisten ihre U13-Junioren-Teams zum Hünting.